# 季基格列邊火山

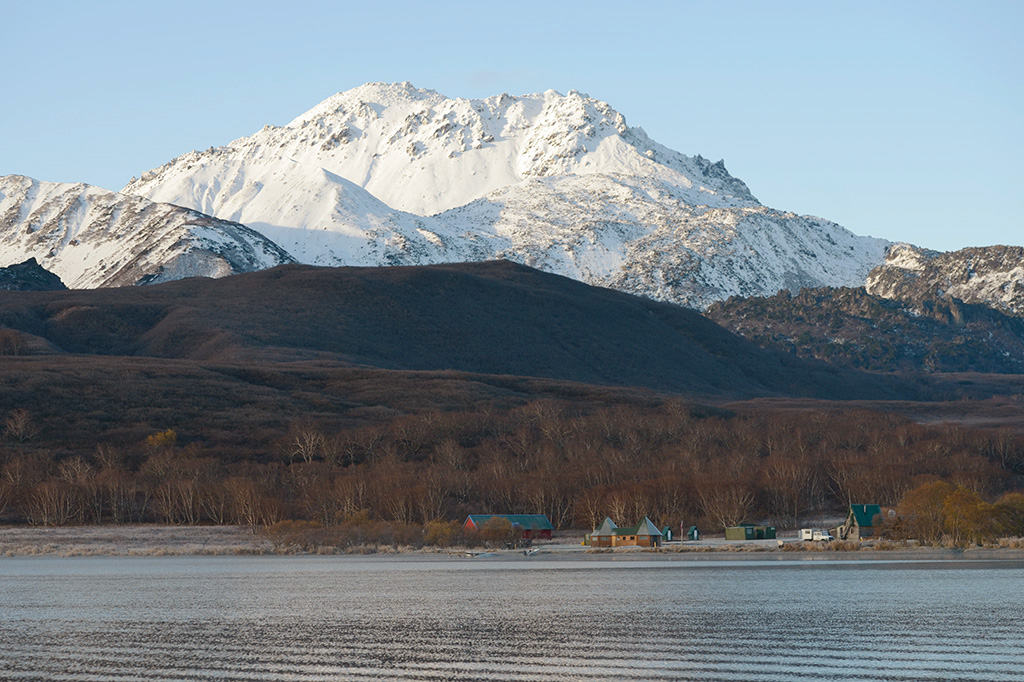

51°27′N 156°58′E / 51.45°N 156.97°E
季基格列邊火山（俄语：Дикий Хребет），是俄羅斯的火山，位於該國東部堪察加半島南部，東面是庫里爾斯科耶湖，海拔高度1,070米，最近一次火山噴發在公元350年左右發生。